# John Danielsen
John Danielsen (* 13. Juli 1939 in Odense) ist ein ehemaliger dänischer Fußballspieler. Mit seinem Heimatverein Boldklubben 1909 hat er 1959 und 1964 zweimal die dänische Meisterschaft und 1962 den Pokal gewonnen. Insgesamt absolvierte der Mittelfeldspieler in der 1. Division für Odense 167 Ligaspiele und erzielte dabei 55 Tore. Von 1965 bis 1970 spielte er beim SV Werder Bremen in der Fußball-Bundesliga und absolvierte für die Grün-Weißen vom Weserstadion 131 Ligaspiele mit 17 Toren.

## Laufbahn

### Dänemark, bis 1965
Seine Vereinskarriere eröffnete Danielsen bei Boldklubben 1909. Von 1956/57 bis 1965 absolvierte er insgesamt 167 Ligaspiele und erzielte 55 Tore für sein Team aus Odense. Mit zwei Meisterschaften und einem Pokalerfolg hatte er eine erfolgreiche Zeit in seiner Heimatstadt. Die Vereinsleistungen führten ihn zwangsläufig in die Nationalmannschaft.
In der dänischen Nationalmannschaft bestritt Danielsen von 1958 bis 1964 27 Spiele. Er nahm an den Olympischen Sommerspielen 1960 und der Fußball-Europameisterschaft 1964 teil. Während Dänemark bei Olympia mit Stürmerstar Harald Nielsen als Zweitplatzierter die Silbermedaille gewann – im Finale gegen Jugoslawien (1:3) war Danielsen aber nicht im Einsatz –, erreichte die Mannschaft bei der EM 1964 das Halbfinale. Danielsen hatte sich in der Qualifikation mit der Nationalmannschaft über Albanien und Luxemburg an der Seite von Torjäger Ole Madsen für die Endrunde in Spanien qualifiziert. Das Halbfinale wurde mit 0:3 gegen die Sowjetunion und das Spiel um den 3. Platz mit 1:3 nach Verlängerung gegen Ungarn verloren und Dänemark belegte bei der Europameisterschaft 1964 den 4. Rang.
Debütiert hatte der Angreifer aus Odense am 29. Juni 1958 beim Länderspiel in Kopenhagen gegen Norwegen (1:2). In seinem zweiten Länderspiel, am 14. September in Helsinki gegen Finnland, erzielte er bei einem 4:1-Erfolg zwei Tore. Im dritten Länderspiel kam Deutschland am 24. September in Kopenhagen nicht über ein 1:1-Remis hinaus. Für die Mannschaft von Bundestrainer Sepp Herberger war es das erste Länderspiel nach dem WM-Turnier in Schweden. Im Jahr 1959 war Danielsen auch in den zwei Qualifikationsspielen zur Europameisterschaft 1960 gegen die Tschechoslowakei (2:2, 1:5) zum Einsatz gekommen.

### Werder Bremen, 1965 bis 1970
Zur Saison 1965/66 wechselte der Offensivspieler in die Fußball-Bundesliga zum amtierenden deutschen Meister Werder Bremen. In seinem zweiten Jahr bei den Grün-Weißen, 1966/67, kam sein Landsmann Ole Bjørnmose noch hinzu. Danielsen eröffnete seine Aktivität bei Werder am 14. August 1965 mit einem 1:0-Heimerfolg gegen den 1. FC Nürnberg. Gemeinsam mit Hans Schulz, Arnold Schütz, Diethelm Ferner und Manfred Podlich bildete er dabei die Angriffsformation des Titelverteidigers. Werder hatte versucht den Weggang von Meistertrainer Willi Multhaup durch Günter Brocker zu kompensieren. Mit dem 4. Rang in der Bundesliga 1966/67 schien das nicht schief gegangen zu sein. Langfristig glückte diese Personalie aber nicht, 1966/67 ging Werder auf dem 16. Rang denkbar knapp am Abstieg vorbei. Das erste Jahr von Danielsen bei Werder, in der Bundesliga hatte er in 26 Ligaeinsätzen fünf Tore erzielt, brachte auch noch die Teilnahme im Europacup der Landesmeister und im DFB-Pokal mit sich. Gegen Apoel Nikosia (5:0, 5:0) lief er auf und erzielte zwei Tore, gegen das Team um Milutin Šoškić, Partizan Belgrad, konnte er verletzungsbedingt im November 1965 in den zwei mit großer Härte ausgetragenen Spielen (0:3, 1:0) nicht teilnehmen. Im DFB-Pokal warf er mit 4:0 den Bundesligameister des Jahres 1966, München 1860, im Januar 1966 aus dem Rennen, setzte sich mit 2:0 gegen Concordia Hamburg im Februar durch und verlor am 7. April 1966 mit 1:3 auf dem Betzenberg gegen den 1. FC Kaiserslautern. Danielsen erzielte den Ehrentreffer für Bremen.
Als Fritz Langner ab dem 9. September 1967 Brocker ablöste ging der Weg von Werder in der Tabelle wieder nach oben. Am Rundenende wurden Danielsen (26-5) mit seinen Mannschaftskameraden Vizemeister. Da auch die Nachfolge von Langner mit Fritz Rebell in der Saison 1969/70 keine zukunftsfähige Entscheidung darstellte, war für Danielsen nach dem 11. Rang im Sommer 1970 das Kapitel Werder Bremen nach insgesamt 131 Bundesligaspielen mit 17 Toren beendet. Der 31-jährige Däne wechselte in die Schweiz zum FC Chiasso, wo er noch bis 1973 spielte und 1971/72 in der NLB die Meisterschaft gewann und 1972/73 ein Jahr in der NLA spielte (19-2), ehe er wieder nach Odense zurückkehrte.